# Bartolomé de Candia
Bartolomé de Candia y Cabaneiro (Lugo, 1612-?) fue tesorero de la Santa Cruzada de la Justicia mayor del rey, padre del Santo Oficio y alguacil mayor de la Santa Inquisición, en León.

## Infancia
Bartolomé de Candia y Cabaneiro, nació en Lugo en 1612, educado en el privilegiado catolicismo europeo dominando varias lenguas. Era hijo de Gregorio de Candia, de linaje saboyano, y de su esposa Mariana Cabaneiro, de linaje asturiano con feudos en Galicia procedente del antiguo Reino de León. Su estirpe paterna, según consta en el archivo histórico de Medinaceli, estaba ligada al canónico padre Teodoro de Candia, fallecido ermitaño a los 125 años, hermano del almirante Pedro de Candía, por lo que consta que su familia era de ascendencia italiana, la cual se había estableció en la Isla de Candía y Rodas (Creta en Grecia) bajo el gobierno de la República de Génova y en alianza con el rey de España, desde donde llegaron por mar a Cádiz, algunos pasaron a conquistar las Indias; otros se establecieron en trama familiar en los reinos de Castilla y León.
Los hermanos de Bartolomé de Candia continuaron la familia en Iberia a través de su unión con esposas leonesas, creándose el linaje de los de Candia Baamonde y Parga, registrado Casa Parga en el Archivo de Medinaceli, bajo los datos de la noble familia Parga o Pargas, de la unión de los Parga y Baamonde, próximo matrimonio de don Vicente de Candia Baamonde certificado en la Real Chancillería de Valladolid, Reinos de Castilla y León.

## Su Obra
Padre del Santo Oficio:
En 1642, Bartolomé como padre del Santo Oficio bajo el reinado de Felipe IV de España construyó la capilla parroquial de San Pedro de Candia, perteneciente al municipio de Abadín, en la provincia de Lugo, en honor a San Pedro y mencionando en memoria el legado de Crónicas de Indias de su antepasado Pedro de Candía, por lo cual, el párroco Fernando de Cornide junto al señorío vecino de la parroquia, le cedieron a dicho señor una sepultura en la cual pudiese poner sus armas, ante el altar colateral, del lado del Evangelio. 

Alguacil Mayor de la Santa Inquisición, en León:
Su legado en este ámbito ha sido la transformación de los juicios de la Santa Inquisición en cortes de interrogatorios, a diferencia de la Europa sajona, donde los infieles eran enviados a la hoguera durante la persecución de wicas fueron quemadas 50 000 brujas en territorios sajones alemanes, 4000 en suiza, 4000 en Francia y 1500 en Inglaterra.
En los reinos ibéricos, durante su siglo Bartolomé implementó un proceso de juicio e investigación de 33 días bajo el derecho canónico, que posteriormente permitió a los acusados convertirse al catolicismo y otorgar un gran pago a la corona, o perder sus feudos y ser enviados al exilio durante la colonización de Indias. Los registros históricos han recaudado un gran número sobre la Expulsión de los moriscos, durante la cual moriscos y ladinos han partido a las tierras hispanas de los actuales países de México, Panamá y Perú como hombres libres bajo la denominación de "sin-tierra" o "poca-tierra" muchos optarían de ser conversos y guardar sus nombres de familia o cambiarlos por nombres locales de las Américas.
Tesorero de la Santa Cruzada de la Justicia mayor del rey:
Sin embargo, la presencia de su vida monástica y mayores eventos en la región se documenta a partir su labor  tesorero de la Santa Cruzada de la Justicia mayor del rey, estimulando los arquitectos de órdenes como el Císter o el Carmelo, que se instaló en Galicia, patrocinó la fundación de nuevos monasterios en León, Asturias y Galicia. El prelado introdujo en estas casas la Regula monachorum e impuso una organización jerárquica donde la cabeza del monasterio junto a la restauración de la observancia se produjo la recuperación económica de casas religiosas, solares y casales en Galicia, asentada en la restitución de su patrimonio y un mayor control sobre el mismo. La mayoría de los pequeños monasterios rurales desaparecieron, pasando a engrosar los bienes de los centros reformados, convirtiéndose en sus prioratos o sirviendo económicamente a la propia congregación.
En este momento, además del financiamiento local adjunto, el denominado monacato dumiense se hallaba con presencia de una comunidad vinculada al monacato irlandés, que por entonces se encontraba en plena fase de expansión por el continente situado en el monasterio iglesia de Bretoña, ubicado en el actual ayuntamiento de Pastoriza (Lugo), que había dejado el abad Mailoc.
Una vez rehabilitadas, las casas religiosas se convirtieron en grandes contribuyentes dentro de sus congregaciones, de manera que sólo una parte de su riqueza repercutía sobre ellos. Con todo, la reforma de los monasterios gallegos culminó en un periodo de esplendor económico y espiritual que propició la elaboración de una imagen de poder basada en la reconstrucción de sus edificios y en un importante mecenazgo artístico. Adjunto al mecenazgo literario de Isabel la Católica, enaltecido por miembros de las casas reales hispanas venga de lejos, en el siglo XV adquirió una consolidación y un refuerzo notabilísimos que inciden en la creación literaria, la promoción de traducciones y copias de manuscritos, la creación de bibliotecas, el apadrinamiento de tareas musicales, el estímulo de las fiestas cortesanas y urbanas y el apoyo a la arquitectura y las artes plásticas. En el siglo XV, además, la inclinación por las manifestaciones culturales de todo tipo y la comprensión de la transcendencia del mecenazgo se extendieron a las familias aristocráticas más encumbradas los Mendoza, Estúñiga, Velasco, Pimentel, Ribera, de Candia y a esclarecidos dignatarios eclesiásticos Alfonso Carrillo, Alonso de Fonseca, Pedro González de Mendoza, Juan de Zúñiga.